# Gureni, Gorj
Gureni este un sat în comuna Peștișani din județul Gorj, Oltenia, România.

## Personalități
- Vasile Blendea, sculptor și pictor.

## Vezi și
- Biserica de lemn din Gureni

 Acest articol despre o localitate din județul Gorj este deocamdată un ciot. Puteți ajuta Wikipedia prin completarea lui.